# Equação de Riccati
A equação de Riccati, cujo nome é uma homenagem ao Conde Jacopo Francesco Riccati, é uma equação diferencial ordinária não linear, de primeira ordem, da forma:
{\displaystyle {dy \over dx}=a(x)+b(x)y+c(x)y^{2}}
onde {\displaystyle a(x)}, {\displaystyle b(x)} e {\displaystyle c(x)} são três funções que dependem de {\displaystyle x}.
Se conhecermos uma solução particular da equação, por exemplo {\displaystyle y_{1}}, a seguinte mudança de variável transformará a equação em equação linear
{\displaystyle y=y_{1}+{\frac {1}{v}}\qquad \Longrightarrow \qquad {dy \over dx}={dy_{1} \over dx}-{\frac {1}{v^{2}}}{dv \over dx}}

## Exemplo
Encontre a solução geral da seguinte equação sabendo que {\displaystyle y_{1}(x)} é solução particular
{\displaystyle y'=e^{x}y^{2}-y+e^{-x},\qquad y_{1}(x)=-e^{-x}\cot x}
Trata-se de uma equação de Riccati e para a resolver usamos a seguinte substituição
{\displaystyle y=y_{1}+{\frac {1}{v}}\qquad \Longrightarrow \qquad y'=y_{1}'-{\frac {v'}{v^{2}}}}
É conveniente não substituir {\displaystyle y_{1}} pela função dada, já que o fato desta ser solução da equação simplificará os resultados. Substituindo na equação de Riccati obtemos
{\displaystyle y_{1}'-{\frac {v'}{v^{2}}}=e^{x}\left(y_{1}^{2}+2{\frac {y_{1}}{v}}+{\frac {1}{v^{2}}}\right)-y_{1}-{\frac {1}{v}}+e^{-x}\qquad \Rightarrow \qquad v^{2}\left(y_{1}'-e^{x}y_{1}^{2}+y_{1}-e^{-x}\right)=v'+\left(2y_{1}e^{x}-1\right)v+e^{x}}
Como {\displaystyle y_{1}} é solução, o termo nos parênteses no lado esquerdo é zero e obtém-se a seguinte equação linear para {\displaystyle v(x)}
{\displaystyle v'-(2\cot x+1)v=-e^{x}}
O fator integrante desta equação linear é
{\displaystyle \mu (x)=\exp \int (-1-2\cot x)dx=\exp \left[-x-2\ln(\sin x)\right]={\frac {e^{-x}}{\sin ^{2}x}}}
Multiplicando os dois lados da equação linear por {\displaystyle \mu } e seguindo os passos explicados na seção sobre equações lineares
{\displaystyle {\begin{aligned}&&\mu v'-(2\cot x+1)\mu v=-\csc ^{2}x\\&&{d \over dx}(uv)=-\csc ^{2}x\\&&uv=\cot x+c\\&&v=e^{x}\sin ^{2}x(\cot x+c)=e^{x}\sin x(\cos x+c\sin x)\\&&y=y_{1}+{\frac {1}{v}}={\frac {e^{-x}}{\sin x}}\left(-\cos x{\frac {1}{\cos x+c\sin x}}\right)\\&&y=e^{-x}{\frac {\sin x-c\cos x}{\cos x+c\sin x}}\end{aligned}}}
A solução geral está constituída por esta última família de funções, junto com a solução particular {\displaystyle y_{1}}